# Begonia arrogans
Espèce
Begonia arrogans est une espèce de plantes de la famille des Begoniaceae.
L'espèce fait partie de la section Knesebeckia.
Elle a été décrite en 1949 par Edgar Irmscher (1887-1968).

## Répartition géographique
Cette espèce est originaire du Pérou.